# Farkas Éva (vágó)
Farkas Éva (Budapest, 1949. november 2. – 2018 április 3.) Balázs Béla-díjas vágó

## Munkássága[2]
1967-ben érettségizett a budapesti Berzsenyi Dániel Gimnáziumban, majd 1980-ban esti képzés keretében a Színház- és Filmművészeti Főiskola vágó szakán szerzett diplomát. 1967-től dolgozott a Magyar Televíziónál, kezdetben a Híradónál, majd 1972-től a Natúra szerkesztőségében, ahol a természetfilmek nagy többségét ő vágta. Több filmrendezővel dolgozott együtt, mások mellett Kovács Andrással, András Ferenccel, Simó Sándorral, Ragályi Elemérrel.
Az 1990-es évek második felétől ismét a híradónak vágott és dokumentumfilmeken dolgozott.

## Fontosabb televíziós munkái
- Magyar tájak – (Lengyel Gyula, Rockenbauer Pál, Orbán Ágnes)
- A megsebzett bolygó – (Rácz Gábor)
- 12 hónap az erdőn – (Rácz Gábor)
- Teleki expedíció – (Sáfrány József)
- Kamerun – (Sáfrány József)
- Heltai Jenő: Az orvos és a halál – TV-játék (Szitányi András)
- Luzitánia – (Fehér György)
- Otthon művészete – (Kútvölgyi Katalin)
- Száz vasutat, ezeret… – (Sáfrány József)
- Járóföld – (Bakos Katalin)
- Magyarország nemzeti parkjai – (Asbót Kristóf, Sáfrány József, Dala István, Paczolay Béla, Nádaskay István)
- Tisztelendők – sorozat (szerk.: Róbert László)
- Jártál-e már Isonzonál? – (Gulyás testvérek)
- Nagy László – (Zolnay Pál)
- Nakokszipán – (Zsigmondi Boris)

## Díjak, kitüntetések
- Nívódíjak
- 18. Miskolci Tévéfesztivál díja a Tisztelendők c. sorozat Itália c. részének (1978)[4]
- Játékfilmszemle dokumentum kategória (Gulyás fivérek)
- Balázs Béla-díj (2006)[5]